# Scaptesyle luzonica
Scaptesyle luzonica är en fjärilsart som beskrevs av Swinhoe 1916. Scaptesyle luzonica ingår i släktet Scaptesyle och familjen björnspinnare. Inga underarter finns listade.